# Gdański Areopag
Gdański Areopag – cykl dyskusji, konferencji, seminariów i koncertów, organizowanych w Gdańsku w latach od 2000 do 2012 przez Forum Dialogu Gdański Areopag, Duszpasterstwo Dziennikarzy oraz Duszpasterstwo Środowisk Twórczych, podczas których poruszane były tematy etyczne i religijne. Spotkaniom towarzyszyły wystawy, prezentacje oraz akcje charytatywne.

## Karta Powinności Człowieka
Gdańskie Areopagi były rozwinięciem zapisów tak zwanej Karty Powinności Człowieka – dokumentu stworzonego przez wybitnych polskich intelektualistów, uchwalonego 2 września 2000 roku, podczas I Gdańskiego Areopagu w formie kodeksu etycznego. Inspiracją do zredagowania dokumentu był przełom tysiącleci oraz pięćdziesięciolecie Powszechnej Deklaracji Praw Człowieka. Punktem wyjścia do stworzenia Karty Powinności Człowieka  było 21 postulatów robotniczych z sierpnia 1980 roku. Karta została podzielona na rozdziały dotyczące tematów etycznych i ważnych problemów społecznych, takich jak rodzina, dialog, nauka, sztuka.
11 listopada 2005 roku w Kościele św. Jana nastąpiło odsłonięcie obrazu Ostatnia Wieczerza Macieja Świeszewskiego, które było wydarzeniem towarzyszącym Areopagu 2005.
W 2006 roku zainicjowano także cykl spotkań dla młodzieży pod hasłem Areopag Młodych.
10 marca 2012 roku, podczas ostatniej debaty, ogłoszono zakończenie działalności Gdańskiego Areopagu. Karta Powinności Człowieka, która legła u jego podstaw, została przekazana do Europejskiego Centrum Solidarności.
W oparciu o treść Karty Powinności Człowieka Tomasz Snarski sformułował "gdańską koncepcję praw człowieka". Pośród różnych cech wyróżniających "gdańską koncepcję praw człowieka" za najistotniejszą uznał wzajemne konieczne powiązanie praw człowieka z określonymi wobec nich powinnościami, ujmowanymi jako wskazania moralnego postępowania. W myśl tej koncepcji prawa człowieka mają charakter praw moralnych, które udoskonalają prawny system ochrony praw człowieka. Jednocześnie zaniechanie wypełniania przez podmiot moralny powinności człowieka jest określone swoistym przypadkiem naruszenia praw człowieka.

## Areopagi
| Nazwa                     | Data                 | Temat przewodni             | Zaproszeni dyskutanci |
| ------------------------- | -------------------- | --------------------------- | --- |
| Święto Człowieka          | 1–3 września 2000    | Karta Powinności Człowieka  | Norman Davies, ks. Bruno Forte, abp Tadeusz Gocłowski, Józefa Hennelowa, Agnieszka Holland, Jan Nowak-Jeziorański, Siergiej Kowaliow, Janina Ochojska, Krzysztof Piesiewicz, abp François Xavier Nguyễn Văn Thuận, kard. Miloslav Vlk, Andrzej Wajda, Krzysztof Zanussi, Andrzej Zoll, abp Józef Życiński, bp Tadeusz Pieronek, Maciej Płażyński     |
| Areopag 2001              | 9–11 listopada 2001  | Dobro wspólne               | Jadwiga Staniszkis, bp Tadeusz Pieronek, Stanisław Michalkiewicz, Urszula Jackowiak, Jerzy Limon, ks. Krzysztof Niedałtowski, Aldona Kamela-Sowińska, Jan Kułakowski, Dariusz Rosati, Andrzej Drzycimski, Zbigniew Markowski, Donald Tusk, Zyta Gilowska, Paweł Huelle, Danuta Hübner, ks. Jan Sochoń, Paweł Śpiewak, Anna Świderkówna, Andrzej Zoll |
| Areopag 2002              | 9–11 listopada 2002  | Sprawiedliwość              | Andrzej Zoll, Krzysztof Drzewicki, Janusz Danecki, abp Józef Życiński, Jan Nowak-Jeziorański, Henryka Bochniarz, ks. Tomáš Halík, Szewach Weiss, Stefan Chwin, abp Tadeusz Gocłowski, bp Michał Warczyński, rabin Michael Schudrich, imam Tomasz Miśkiewicz                                                                                          |
| Areopag 2003              | 9–11 listopada 2003  | Prawda                      | Ryszard Kapuściński, Leon Kieres, ks. Andrzej Szostek, Krzysztof Piesiewicz, Jerzy Bralczyk, Tomasz Nałęcz, Gerald Abramczyk, Władysław Bartoszewski, Katarzyna Kolenda-Zaleska, Bohdan Dziemidok, Tomasz Kopoczyński, Zbigniew Nosowski, Wiktor Pepliński, Janusz Danecki, Larry Okey Ugwu                                                          |
| Areopag 2004              | 11–14 listopada 2004 | Odpowiedzialność za słowo   | Elżbieta Adamiak, Dorota Zdunkiewicz-Jedynak, ks. Waldemar Chrostowski, o. Wacław Oszajca, Zbigniew Nosowski, Monika Olejnik, ks. Adam Boniecki, Kamil Durczok, Daniel Passent, Bronisław Wildstein, Robert Makłowicz, Jerzy Bralczyk, Marcin Przeciszewski                                                                                          |
| Areopag 2005              | 10–13 listopada 2005 | Natura. Nauka. Sztuka.      | Aleksander Wolszczan, Magdalena Abakanowicz, Stanisław Fiszer, Stanisław Sojka, Andrzej Wajda, Maciej Władysław Grabski, Andrzej Szczeklik, ks. Andrzej Szostek, Anna Dymna, Jerzy Bralczyk |
| Gdański Areopag Papieżowi | 1–2 kwietnia 2006    | Świat po Janie Pawle II     | Marco Politi, Maria Pelczar, Janina Suchorzewska, Paweł Adamowicz, Andrzej Drzycimski, Jarosław Zalesiński |
| Areopag 2006              | 10–13 listopada 2006 | Rodzina i Ojczyzna          | Maciej Rybiński, s. Małgorzata Chmielewska, Ilona Łepkowska, Franciszek Ziejka, Ryszard Kaczorowski, Marek Safjan, Jan Szomburg, Mariusz Walter, abp Józef Życiński, Joanna Bartel, Jacek Fedorowicz, Juliusz Machulski, Stanisław Tym |
| Areopag 2007              | 8–11 listopada 2007  | Etos Polaków                | Beata Sztyber, Dariusz Filar, ks. Piotr Krakowiak, Zyta Gilowska, Marek Lasota, Daniel Olbrychski, Piotr Sztompka, abp Kazimierz Nycz, Leszek Balcerowicz, Edmund Wnuk-Lipiński, Danuta Hübner, Jerzy Owsiak, Rafał Ziemkiewicz |
| Gdański Areopag Papieżowi | 1 kwietnia 2008      | Wiosna czy jesień Kościoła? | Jacek Pałasiński, Jarosław Gowin, Halina Radacz, Andrzej Seweryn |
| Areopag 2008 – Jesień     | 8–11 listopada 2008  | Zgoda                       | gen. Roman Polko, Janusz Danecki, Tadeusz Fiszbach, ks. Dariusz Kowalczyk, Kazimierz Michał Ujazdowski, Kazimiera Szczuka, ks. Tadeusz Isakowicz-Zaleski, Robert Gwiazdowski |
| Areopag 2009 – Wiosna     | 3–4 kwietnia 2009    | Wolność                     | Jerzy Buzek, Stefan Chwin, Konstanty Radziwiłł, abp Tadeusz Gocłowski, Ireneusz Krzemiński, Jan A.P. Kaczmarek, Dariusz Rosati, o. Maciej Zięba |
| Areopag 2009 – Jesień     | 7–10 listopada 2009  | Sprawiedliwość              | abp Sławoj Leszek Głódź, Adam Krzemiński, Ewa Łętowska, Wiktor Osiatyński, Henryk Samsonowicz, Ryszard Petru, o. Jacek Prusak, Sławomir Sierakowski, Anna Streżyńska, ks. Krzysztof Niedałtowski, Timothy Garton Ash, Piotr Czauderna, Aleksandra Dulkiewicz, Jerzy Limon, Barbara Szczepuła                                                         |
| Areopag 2010 – Wiosna     | 19–21 marca 2010     | Dobrobyt                    | Jean-Pierre Roth, Krzysztof Michalski, Leszek Balcerowicz, ks. Krzysztof Niedałtowski, Janusz Czapiński, Wojciech Burszta, Danuta Kuroń, Mirosław Gronicki, Jacek Santorski, Dariusz Filar, Jerzy Bralczyk |
| Areopag 2010 – Jesień     | 12–14 listopada 2010 | Szacunek                    | Michail Narinski, Stanisław Ciosek, Gesine Schwan, Adam Daniel Rotfeld, Krzysztof Pomian, Magdalena Fikus, Zygmunt Bauman, ks. Adam Maria Boniecki, Ewa Woydyłło, Wiesław Godzic, Andrzej Szczeklik |
| Areopag 2011 – Wiosna     | 25–27 marca 2011     | Sława                       | Jerzy Bralczyk, Włodzimierz Cimoszewicz, Andrzej Nowak, Paweł Śpiewak, Antoni Dudek, Janina Paradowska, Andrzej Jerzy Blikle, Kai Buman, Szymon Hołownia, ks. Robert Nęcek, Halina Radacz |
| Areopag 2011 – Jesień     | 12–13 listopada 2011 | Roztropność                 | Jacek Hołówka, Krzysztof Niedałtowski, Piotr Sztompka, Barbara Labuda, Tomasz Łubieński, Andrzej Friszke, Jan Ołdakowski, Mirosława Marody, Basil Kerski, Jacek Friedrich, Barbara Szczepuła, Dariusz Filar, Halina Radacz, Kai Buman |
| Areopag 2012 – Wiosna     | 8–10 marca 2012      | Pokój                       | Róża Thun, Jadwiga Staniszkis, Adam Szostkiewicz, Agnieszka Odorowicz, Maciej Wierzyński, Krzysztof Niedałtowski, Tomasz Nałęcz, Marek Safjan, Robin Barnett, Basil Kerski, Jerzy Bralczyk |